# TeXstudio
TeXstudio è un editor LaTeX open source e multipiattaforma. Le sue funzionalità includono un correttore ortografico interattivo, il code folding e l'evidenziazione della sintassi.
Originariamente chiamato TexMakerX, TeXstudio è nato come fork di Texmaker, di cui ha cercato di estendere le funzionalità mantenendo il suo look and feel.

## Storia
TeXstudio è nato come fork di TeXMaker nel 2008, con il nome di TeXMakerX. Le modifiche riguardavano principalmente l'area di modifica, e in particolare il code folding, l'evidenziazione della sintassi, la selezione del testo per colonna e le selezioni multiple del testo. Il progetto prevedeva inizialmente lo sviluppo di un insieme di estensioni per TeXmaker, con la prospettiva che le aggiunte potessero poi confluire nel progetto originale.
La prima versione di TexMakerX è stata pubblicata nel febbraio 2009 su SourceForge. I collaboratori di SourceForge hanno mostrato ben presto però di avere delle preferenze diverse rispetto alla comunità di sviluppo di TeXMaker, la quale mantiene un proprio sito di hosting indipendente.
Nell'agosto 2010 sono state sollevate preoccupazioni sulla possibilità che sorgesse confusione tra il nuovo progetto TeXMakerX, ospitato su SourceForge, e il vecchio progetto TeXMaker su xm1math.net. Nel giugno 2011 il progetto è stato quindi rinominato TeXstudio.
La comunità di TeXstudio riconosce che "TeXstudio ha origine da Texmaker", ma "cambiamenti significativi nelle funzionalità e nella base di codice lo hanno reso un programma completamente indipendente".